# Segunda Categoría de Bolívar 2015
El Campeonato Provincial de Segunda Categoría de Bolívar 2015 fue un torneo de fútbol en Ecuador en el cual compitieron equipos de la provincia de Bolívar. El torneo fue organizado por la Asociación de Fútbol Profesional de Bolívar (ASOBOL) y avalado por la Federación Ecuatoriana de Fútbol. El torneo empezó el 14 de junio y finalizó el 18 de julio. Participaron cinco clubes de fútbol y entregó dos cupos al zonal de la Segunda Categoría 2015 por el ascenso a la Serie B.

## Sistema de campeonato
El sistema determinado por la Asociación de Fútbol Profesional de Bolívar fue el siguiente:
- Se jugó una etapa única con los 4 equipos establecidos, fue todos contra todos ida y vuelta (6 fechas), al final los equipos que terminaron en primer y segundo lugar clasificaron a los zonales  de Segunda Categoría 2015 como campeón y vicecampeón provincial respectivamente.[2]

## Equipos participantes
| Equipos participantes        | Equipos participantes | Equipos participantes                              |
| ---------------------------- | --------------------- | -------------------------------------------------- |
|                              |                       |                                                    |
| Equipo                       | Ciudad                | Estadio                                            |
| Club Deportivo Echeandía     | Echeandía             | Estadio de la Liga Deportiva Cantonal de Echeandía |
| Ñucanchik Pura Sporting Club | Guaranda              | Estadio Centenario de Guaranda                     |
| Club Primero de Mayo         | Guaranda              | Estadio Centenario de Guaranda                     |
| Club Unibolívar              | Guaranda              | Estadio Centenario de Guaranda                     |

## Equipos por cantón
| Cantón    | N.º | Equipos                                      |
| --------- | --- | -------------------------------------------- |
| Guaranda  | 3   | Unibolívar, Primero de Mayo y Ñucanchik Pura |
| Echeandía | 1   | Deportivo Echeandía                          |

## Clasificación
|  |    | Equipo                  | PJ | PG | PE | PP | GF | GC | DG  | PTS |
|  | -- | ----------------------- | -- | -- | -- | -- | -- | -- | --- | --- |
|  | 1. | Deportivo Echeandía (C) | 6  | 5  | 1  | 0  | 22 | 2  | +20 | 16  |
|  | 2. | Ñucanchik Pura          | 6  | 3  | 2  | 1  | 11 | 2  | +9  | 11  |
|  | 3. | Primero de Mayo         | 5  | 1  | 1  | 3  | 5  | 8  | –3  | 4   |
|  | 4. | Unibolívar              | 5  | 0  | 0  | 5  | 2  | 28 | –26 | 0   |

|  | Clasificado a los zonales de Segunda Categoría 2015. |

## Evolución de la clasificación
| Equipo / Jornada    | 01 | 02 | 03 | 04 | 05 | 06 |
| ------------------- | -- | -- | -- | -- | -- | -- |
| Deportivo Echeandía | 2  | 2  | 1  | 1  | 1  | 1  |
| Ñucanchik Pura      | 3  | 1  | 2  | 2  | 2  | 2  |
| Primero de Mayo     | 1  | 3  | 3  | 3  | 3  | 3  |
| Unibolívar          | 4  | 4  | 4  | 4  | 4  | 4  |

## Resultados
|  | Ñucanchik Pura  | 0 - 0 | Deportivo Echeandía |  | Centenario | 14 de junio | 12:00 |
|  | Primero de Mayo | 5 - 1 | Unibolívar          |  | Centenario | 14 de junio | 14:30 |

|  | Unibolívar          | 0 - 4 | Ñucanchik Pura  |  | LDC Echeandía | 20 de junio | 12:15 |
|  | Deportivo Echeandía | 1 - 0 | Primero de Mayo |  | LDC Echeandía | 20 de junio | 15:00 |

|  | Primero de Mayo | 0 - 0 | Ñucanchik Pura      |  | LDC Echeandía | 27 de junio | 12:15 |
|  | Unibolívar      | 1 - 8 | Deportivo Echeandía |  | LDC Echeandía | 27 de junio | 15:00 |

|  | Deportivo Echeandía | 8 - 0 | Unibolívar      |  | LDC Echeandía | 4 de julio | 11:00 |
|  | Ñucanchik Pura      | 3 - 0 | Primero de Mayo |  | Centenario    | 4 de julio | 15:30 |

|  | Primero de Mayo | 0 - 3 | Deportivo Echeandía |  | Centenario | 12 de julio | 10:00 |
|  | Ñucanchik Pura  | 3 - 0 | Unibolívar          |  | Centenario | 12 de julio | 13:00 |

|  | Deportivo Echeandía (C) | 2 - 1 | Ñucanchik Pura  |  | LDC Echeandía  | 18 de julio    | 15:00          |
|  | Unibolívar              | -     | Primero de Mayo |  | No se programó | No se programó | No se programó |

## Campeón
|                                                                                            |
| Club Deportivo Echeandía 1.er título Clasificó a los zonales de la Segunda Categoría 2015. |
| También clasificó Ñucanchik Pura Sporting Club como subcampeón.                            |